# Ali Benomar
Ali Benomar (Rotterdam, 9 mei 1988) is een Nederlands voetballer. De middenvelder speelde tot juli 2010 voor NAC Breda.

## Carrière
Benomar is afkomstig uit de jeugd van Spartaan '20. Hij maakte zijn debuut voor NAC op 4 februari 2009 in de uitwedstrijd tegen FC Twente als invaller voor Patrick Mtiliga. Op 28 augustus mocht hij ook invallen in de uitwedstrijd in de Europa League tegen Villarreal CF.
Later speelde hij nog bij verschillende amateurploegen.